# Сатлайкіно
Сатла́йкіно (рос. Сатлайкино, чув. Сатлайкă) — присілок у складі Аліковського району Чувашії, Росія. Входить до складу Яндобинського сільського поселення.
Населення — 77 осіб (2010; 102 у 2002).
Національний склад:
- чуваші — 100 %